# São Paulo (delstat)
São Paulo är Brasiliens folkrikaste delstat med cirka 44 miljoner invånare. Huvudstad är São Paulo, Brasiliens största stad och en av världens största städer. Andra stora städer är Campinas, Diadema, Guarulhos, Jundiaí, Mauá, Mogi das Cruzes, Osasco, Ribeirão Preto, Santo André, Santos, São Bernardo do Campo, São José do Rio Preto, São José dos Campos och Sorocaba. São Paulo har den största befolkningen, flest industrier och den största ekonomin av landets delstater. Staten har 21,9% av den brasilianska befolkningen och producerar 33,9% av landets BNP.

## Utbildning

### Universitet
- University of São Paulo (USP)
- Pontifícia Universidade Católica de São Paulo (PUC-SP)
- Pontifícia Universidade Católica de Campinas (PUCCAMP)
- Universidade Estadual de Campinas (Unicamp)
- Universidade Estadual Paulista (Unesp)
- Universidade Federal de São Carlos (UFSCar)
- Universidade Federal de São Paulo (Unifesp)
- Universidade Presbiteriana Mackenzie (Mackenzie)
- Fundação Getulio Vargas (FGV)
- Universidade de Taubaté (Unitau)
- Universidade Federal do ABC (UFABC)
- Universidade Metodista de Piracicaba (Unimep)
- Universidade Paulista (Unip)
- Universidade de Sorocaba (Uniso)

## Ekonomi

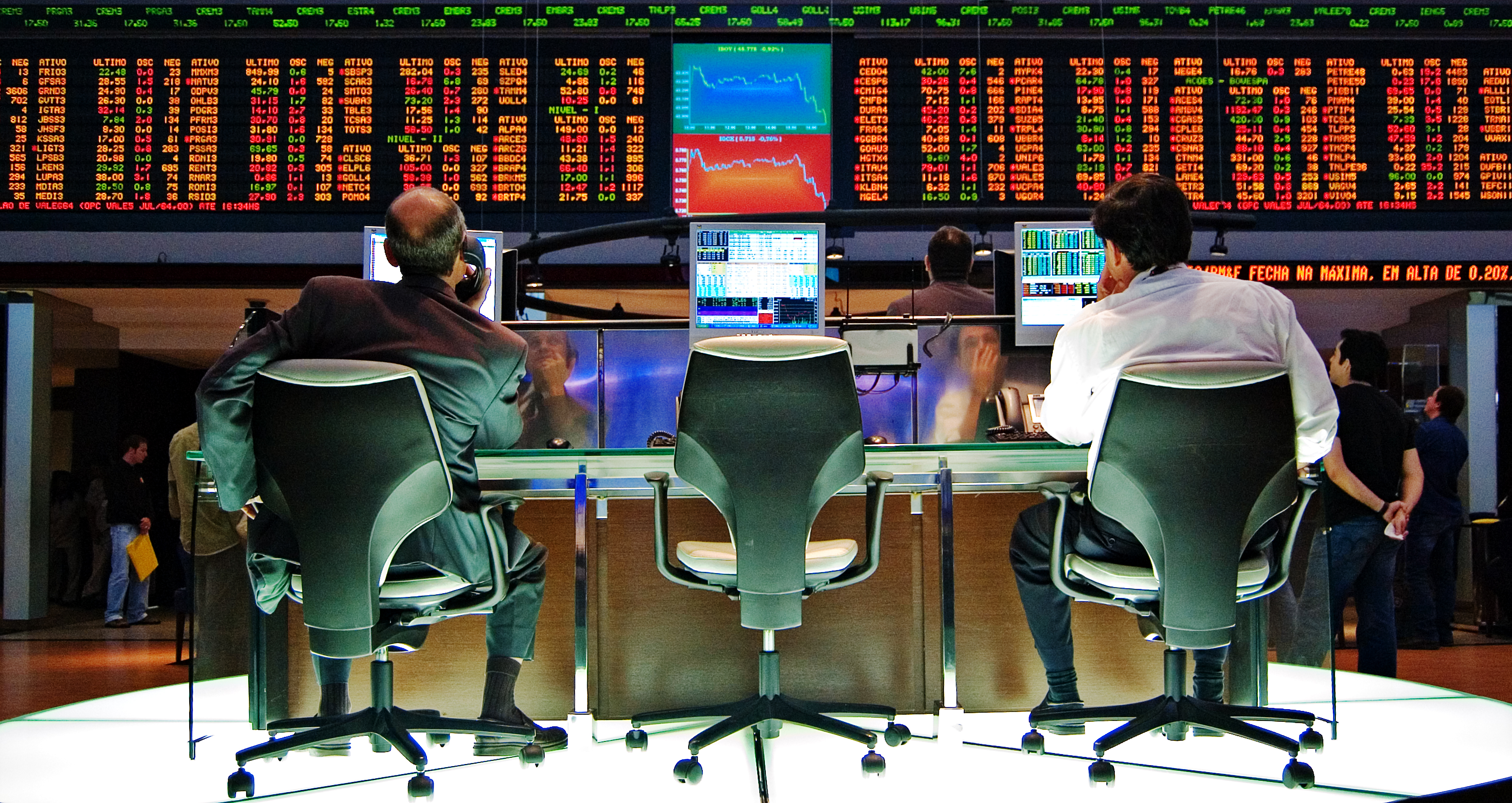
Börsen i São Paulo.

2009 var tjänstesektorn den största komponenten av BNP med 69% följt av industrisektorn med 31%. Jordbruket utgör 2% av BNP. Staten producerar 34% av de brasilianska varorna och tjänsterna. Staten São Paulo exporterar: fordon 17%, flygplan och helikoptrar 12%, livsmedelsindustrin 10%, socker och alkoholbränsle 8%, apelsinjuice 5%, telekommunikation 4% (2002).
Staten São Paulo ansvarar för ungefär en tredjedel av den brasilianska BNP. Statens BNP (PPP) består av 1 003 biljoner dollar, vilket gör den till den största ekonomin i Sydamerika och en av de största ekonomierna i Latinamerika, efter Mexiko. Ekonomin är baserad på maskiner, bil och luftfart industrier, tjänster, finansiella företag, handel, textil samt odling av  citrusfrukter, sockerrör och kaffebönor.

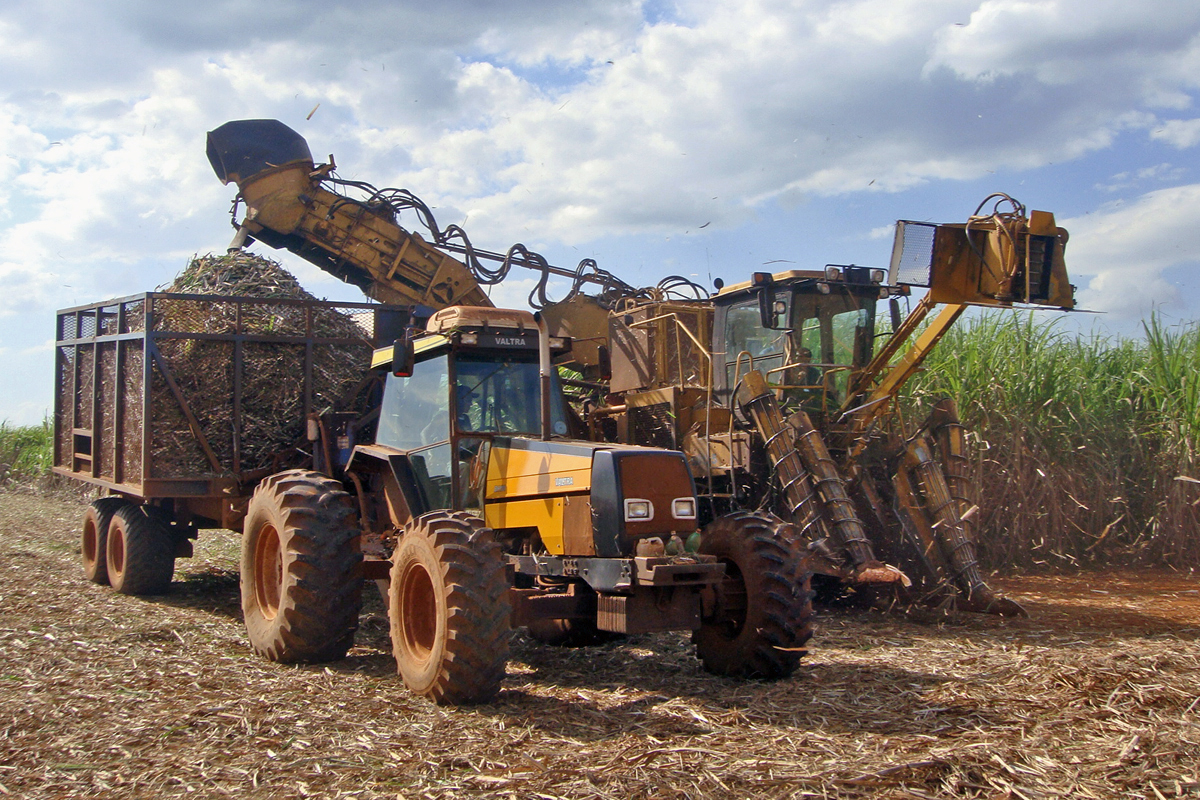
Skördare i ett fält av sockerrör i Piracicaba.

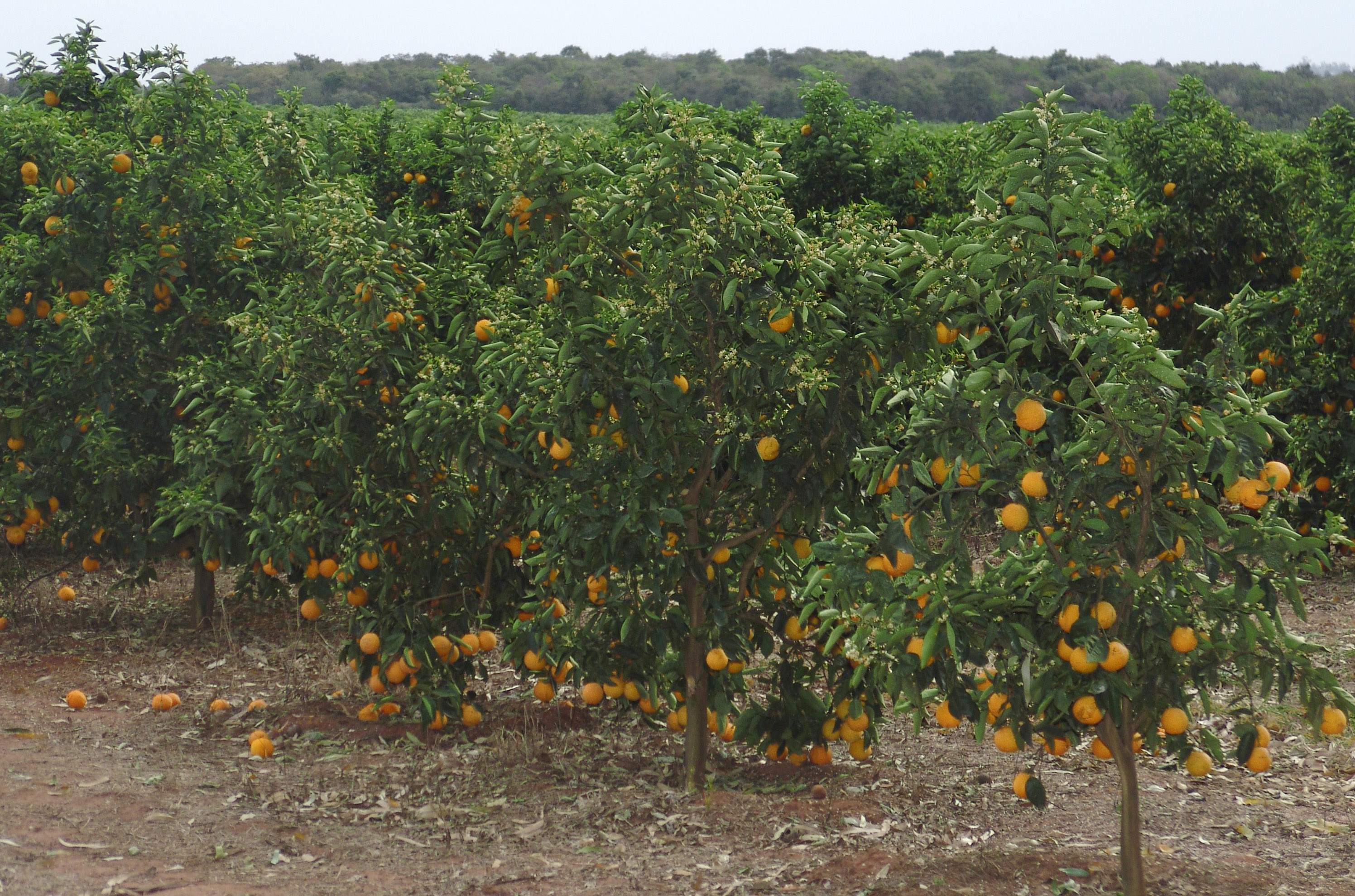
Apelsin i Avaré.

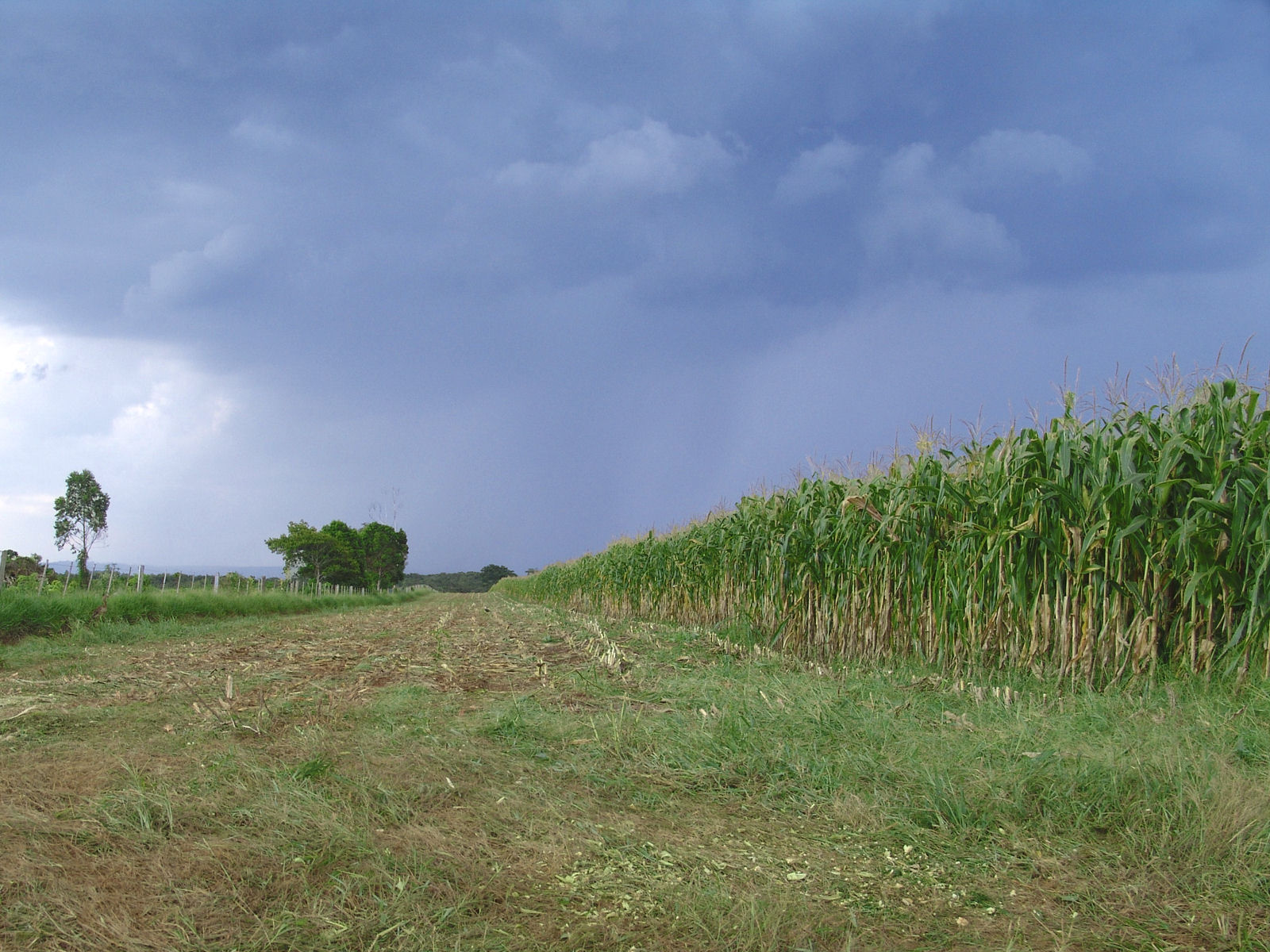
Majs i Avaré.

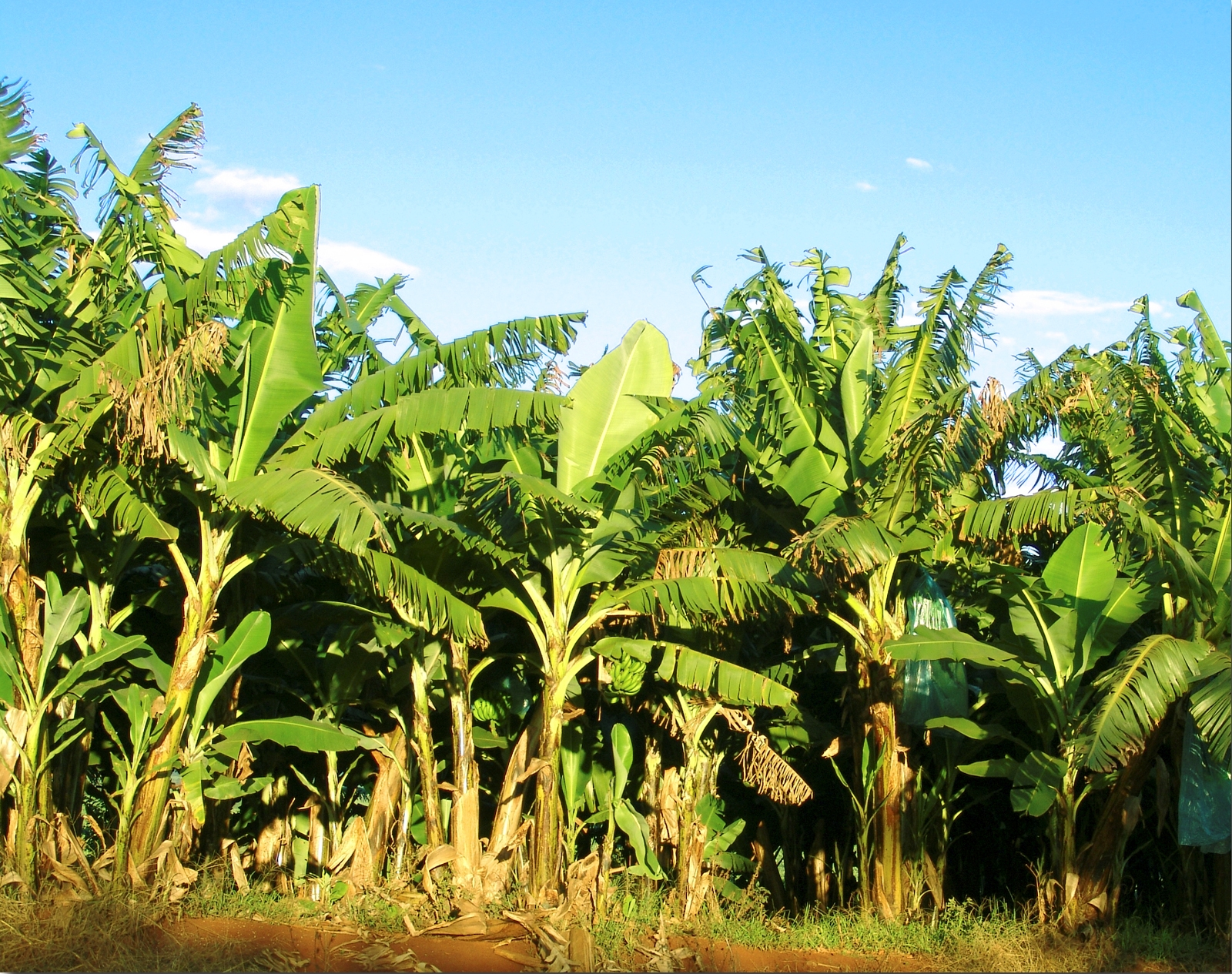
Banan i Avaré.

Städerna Campinas, Ribeirão Preto, Bauru, São José do Rio Preto, Piracicaba, Jaú, Marilia, Botucatu, Assis och Ourinhos är viktiga centra för universitet, teknik, jordbruk, djurpark, teknik eller hälsovetenskap. Instituto Butantan i São Paulo är ett herpetology ormande vetenskapscentrum som samlar ormar och andra giftiga djur, eftersom det ger gift motgift. Instituto Pasteur producerar medicinska vacciner. Staten står i spetsen för etanol produktion, sojabönor, flygplan -konstruktion i São José dos Campos, och dess floder har varit viktiga för produktion av elektricitet med vattenkraft. Textil- och tillverkningscentra som Rua José Paulino och 25 de Marco i São Paulo stad är en magnet för detaljhandelsbutik och frakt som lockar kunder från hela landet och så långt som  Kap Verde och Angola i Afrika.
Inom jordbruket är São Paulo en jätteproducent av sockerrör och apelsiner, och har också stor produktion av kaffe, sojaböner, majs, bananer, jordnötter, citron, persimon, tangerin, maniok, morot, potatis och jordgubbar.
År 2020 fortsatte São Paulo att vara den största nationella producenten av sockerrör, med 341,8 miljoner ton, motsvarande 51,2% av den totala produktionen.
För apelsiner är São Paulo den största tillverkaren i landet och ansvarar för 77,5% av det nationella antalet. År 2020 beräknades produktionen till 13,7 miljoner ton, eller 334,6 miljoner lådor med 40,8 kg. Huvuddelen är avsedd för vidareförädling och export av juice.
2017 representerade São Paulo 9,8% av den totala nationella produktionen av kaffe (tredje plats).
Staten São Paulo står för mer än 90% av den nationella produktionen av jordnötter och Brasilien exporterar cirka 30% av de jordnötter som produceras.
São Paulo är också den största nationella tillverkaren av bananer, med 1 miljon ton 2018 av Brasiliens production på 6,7 miljoner ton. Brasilien var tidigare  den 2:a största producenten av frukt i världen och är för närvarande (2018) på 3:e plats, efter Indien och Ecuador.
Odlingen av sojaböna ökar däremot, men den är inte bland de största nationella producenterna av detta spannmål. Under skörden 2018/2019 skördade São Paulo 3 miljoner ton (Brasilien producerade 120 miljoner).
São Paulo har också en betydande produktion på majs. År 2019 producerades nästan 2 miljoner ton. Det är den sjätte största tillverkaren av detta spannmål i Brasilien. Den statliga efterfrågan beräknas till 9 miljoner ton för djurfoder, vilket kräver att staten São Paulo köper majs från andra enheter i federationen.
Brasilien producerade totalt 17,6 miljoner ton maniok 2018. São Paulo var den tredje största producenten i landet, med 1,1 miljoner ton.
År 2018 var São Paulo den största tillverkaren av tangerin i Brasilien. Cirka persimon är São Paulo den största producenten i landet med 58%. Sydost är den största producenten av citron i landet, med 86% av det totala som erhållits under 2018. Endast staten São Paulo producerar 79% av det totala.
År 2019, i Brasilien, fanns en total produktionsyta på cirka 4 tusen hektar jordgubbar. São Paulo rankades som nummer två i Brasilien med 800 hektar, med produktion koncentrerad till kommunerna Piedade, Campinas, Jundiaí, Atibaia och närliggande kommuner.
När det gäller morot var  Brasilien den femte största producenten i världen år 2016 med en årlig produktion på cirka 760 tusen ton. I relation till exporten av denna produkt har Brasilien den sjunde världspositionen. Minas Gerais och São Paulo är de 2 största tillverkarna i Brasilien. I São Paulo är de producerande kommunerna Piedade, Ibiúna och Mogi das Cruzes. När det gäller potatis, är den viktigaste nationella tillverkaren staten Minas Gerais, med 32% av det totala producerade i landet. Under 2017 skördade Minas Gerais cirka 1,3 miljoner ton av produkten. São Paulo äger 24% av produktionen.

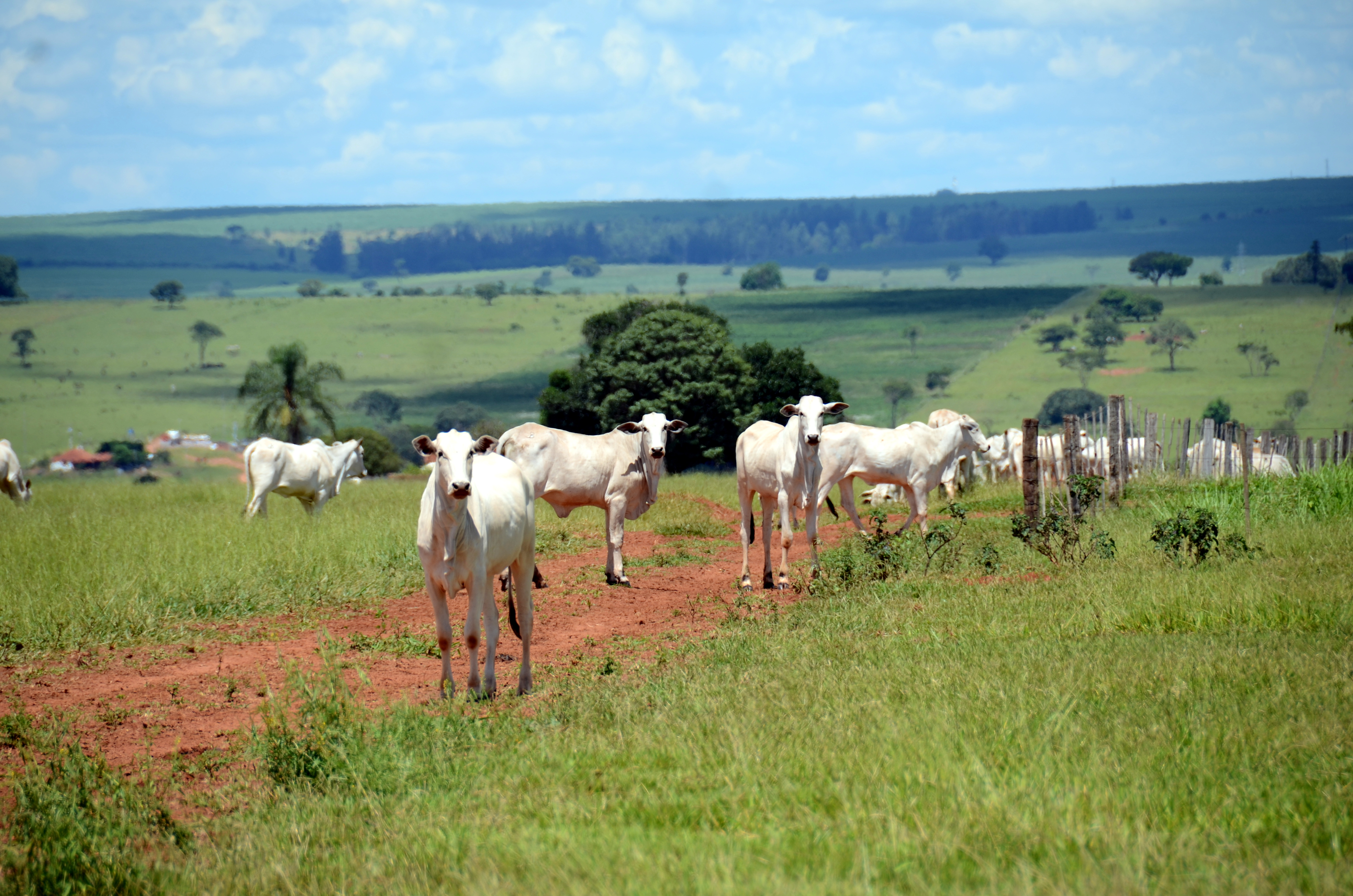
Nötkreatur i João Ramalho.

När det gäller nötkreatursbesättningen hade São Paulo 2019 cirka 10,3 miljoner nötkreatur (6,1 miljoner för nötkött, 1 miljon för mjölkproduktion, 3 miljoner för båda). Produktionen av mjölk i år var 1,78 miljarder liter. Antalet fåglar att lägga ägg var 56,49 miljoner huvuden. Produktionen av ägg var 1,34 miljarder dussin. Staten São Paulo är den största nationella producenten med 29,4%. Vid produktion av fjäderfä för produktion i São Paulo fanns det en produktion på 690,96 miljoner huvuden under 2019, vilket motsvarar ett erbjudande på 1,57 miljoner ton kyckling. Antalet grisar i staten 2019 är 929,62 tusen huvuden. Produktionen var 1,46 miljoner huvud, eller 126 tusen ton fläsk.
År 2018, när det gäller kycklingar, var den första rankningsregionen Sydost, med 38,9% av landets totala chef. Totalt beräknades 246,9 miljoner kycklingar för 2018. Staten São Paulo svarade för 21,9%. Den nationella produktionen av kycklingägg var 4,4 miljarder dussin 2018. Sydostregionen svarade för 43,8% av det totala producerade. Staten São Paulo var den största nationella producenten (25,6%). Antalet vaktel var 16,8 miljoner fåglar. Sydost är ansvarig för 64% och framhäver São Paulo (24,6%).

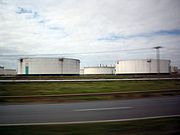
REPLAN, det största oljeraffinaderiet i Brasilien, i Paulínia.

Beträffande industri hade São Paulo en industriell BNP på R$ 378,7 miljarder 2017, motsvarande 31,6% av den nationella industrin och sysselsatte 2 859 258 arbetare i branschen. De viktigaste industrisektorerna är: byggande (18,7%), livsmedel (12,7%), kemiska produkter (8,4%), industritjänster för offentliga tjänster som el och vatten (7,9%) och motorfordon (7,0%). Dessa 5 sektorer koncentrerar sig 54,7% av statens industri.
År 2019 var Rio de Janeiro den största tillverkaren av olja och naturgas i Brasilien, med 71% av den totala volymen som producerades. São Paulo ligger på andra plats med en andel på 11,5% i den totala produktionen.

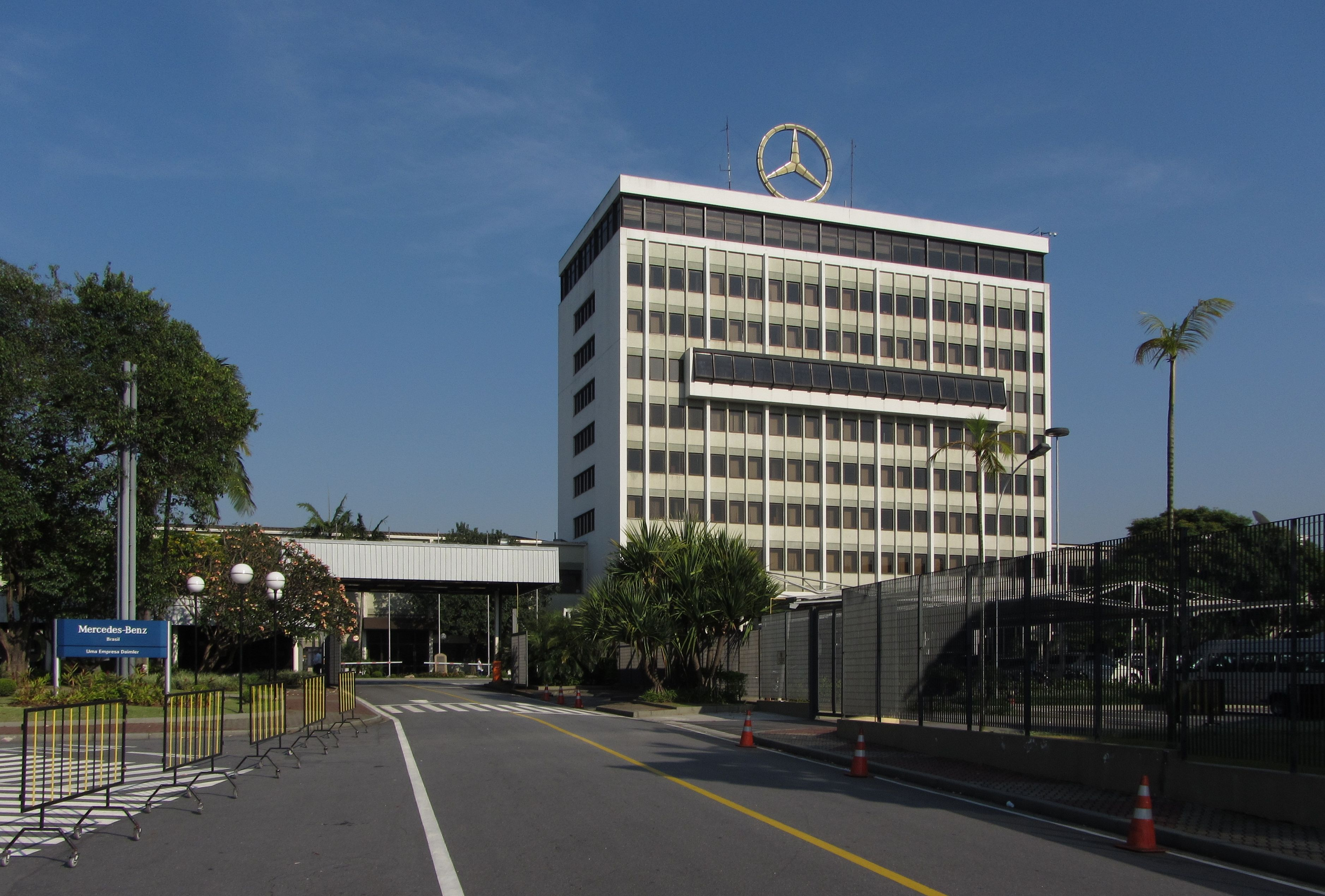
Huvudkontor för Mercedes-Benz Brasilien i São Bernardo do Campo.

I Brasilien representerar fordons sektorn cirka 22% av den industriella BNP. ABC Paulista är det första centrumet och det största bilcentret i Brasilien. När landets tillverkning praktiskt taget var begränsad till ABC, representerade staten 74,8% av den brasilianska produktionen 1990. Under 2017 sjönk detta index till 46,6% och 2019 till 40,1% på grund av ett fenomen av internalisering av fordonsproduktionen i Brasilien, drivet av faktorer som fackföreningar, som gjorde att löner och arbetskraftsbörda var alltför tyngre, avskräckta investeringar och gynnade sökandet efter nya städer. Utvecklingen av ABC-städer har också bidragit till att begränsa överklagandet på grund av stigande fastighetskostnader och en högre täthet av bostadsområden. São Paulo har fabriker av  GM, Volkswagen, Ford, Honda, Toyota,  Hyundai,  Mercedes-Benz,  Scania och Chery.
I produktionen av traktorer, var de viktigaste tillverkarna i Brasilien John Deere,  New Holland, Massey Ferguson, Valtra, Case IH och den brasilianska Agrale. De har alla fabriker i sydost, i princip i São Paulo.
I stålindustrin var den brasilianska råstålsproduktionen 32,2 miljoner ton 2019. Minas Gerais representerade 32,3% av volymen som producerades under perioden med 10 408 miljoner ton. De andra största stålcentren i Brasilien 2019 var: Rio de Janeiro (8 531 miljoner ton), Espírito Santo (6 478 miljoner ton) och São Paulo (2 272 miljoner ton). Vissa ståltillverkare i São Paulo är COSIPA (ägs av Usiminas), Aços Villares och Gerdau, som har fabriker i Mogi das Cruzes och Pindamonhangaba, som tillverkar specialstål, och Araçariguama, som producerar långt stål för civil konstruktion.

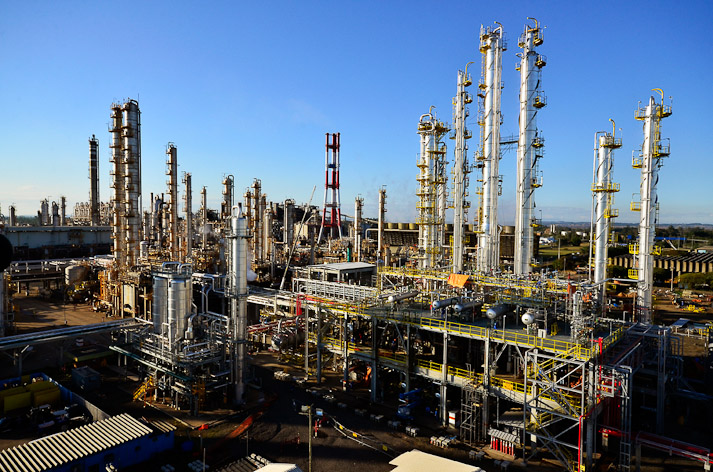
Braskem industrianläggning.

2011 hade Brasilien den sjätte största kemiska industrin i världen, med en nettoomsättning på 157 miljarder US-dollar, eller 3,1% av världsförsäljningen. Vid den tiden fanns det 973 kemiska fabriker för industriellt bruk. De är koncentrerade i sydöstra regionen, främst i São Paulo. Den kemiska industrin bidrog med 2,7% till den brasilianska BNP 2012 och etablerades som den fjärde största sektorn inom tillverkningsindustrin. Trots att de registrerade en av de största försäljningarna i sektorn i världen upplevde den brasilianska kemiska industrin under 2012 och 2013 en stark överföring av produktionen utomlands, med en minskning av den nationella industriproduktionen och en ökning av importen. En tredjedel av konsumtionen i landet levererades av import. 448 produkter slutade tillverkas i Brasilien mellan 1990 och 2012. Detta ledde till avbrott av 1 710 produktionslinjer. 1990 var andelen importerade produkter i brasiliansk konsumtion bara 7%, 2012 var den 30%. De viktigaste företagen inom sektorn i Brasilien är bland annat Braskem, BASF, Bayer. År 2018 var den brasilianska kemiska sektorn den åttonde största i världen, vilket representerade 10% av nationell industriell BNP och 2,5% av den totala BNP. År 2020 kommer importen att uppta 43% av den interna efterfrågan på kemiska produkter. Sedan 2008 har den genomsnittliga kapacitetsanvändningen i den brasilianska kemiska industrin varit på en nivå som anses vara låg, från 70 till 83%.

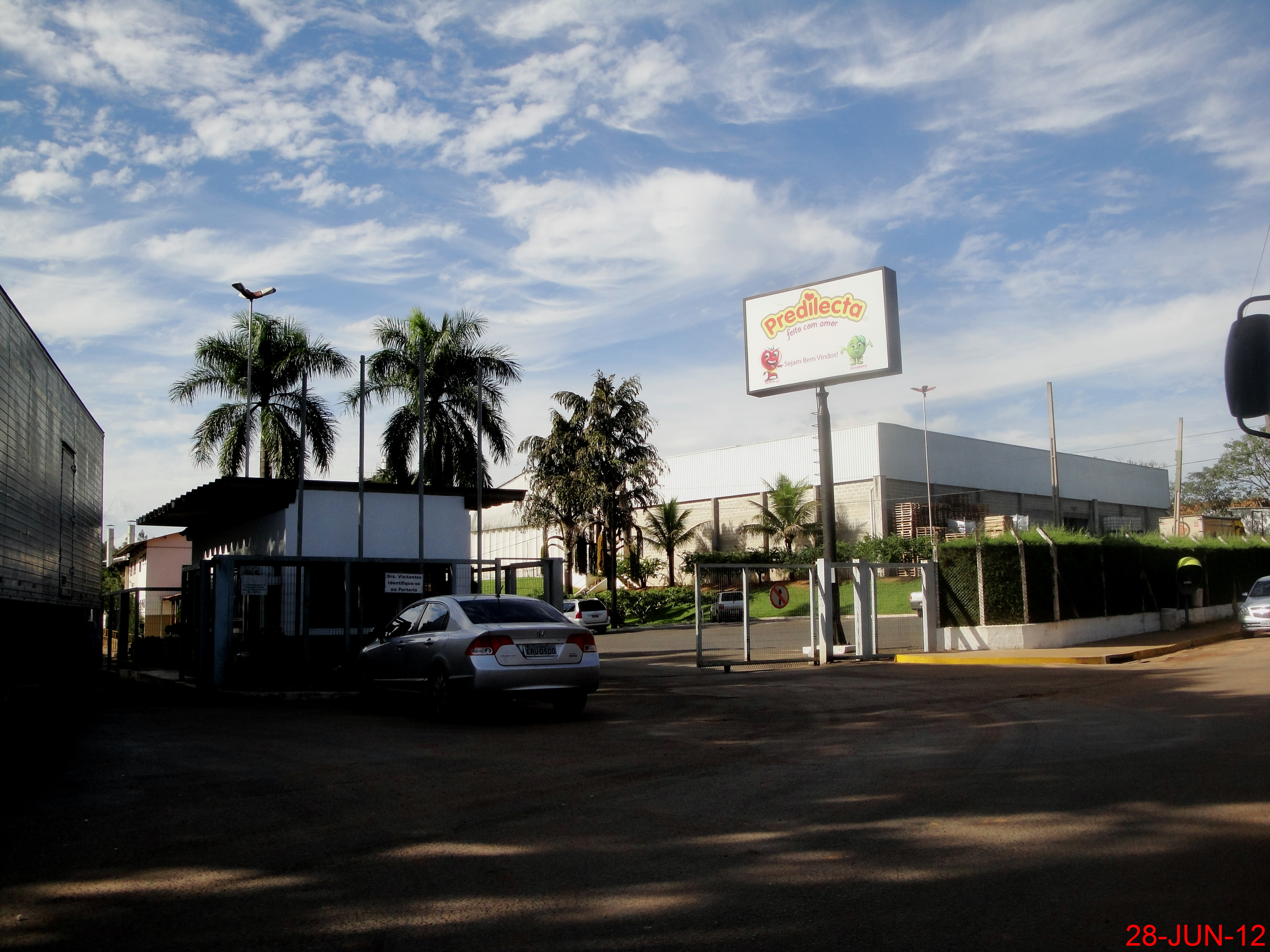
Predilecta-fabriken i Matão.

I Livsmedelsindustri, Brasilien, var 2019 den näst största exportören av bearbetade livsmedel i världen, med ett värde av UU 34,1 miljarder dollar i export. Intäkterna från den brasilianska livsmedelsindustrin 2019 var 699,9 miljarder dollar, 9,7% av landets bruttonationalprodukt. Under 2015 omfattade livsmedels- och dryckesindustrin i Brasilien 34 800 företag (exklusive bagerier), varav de flesta var små. Dessa företag anställde mer än 1 600 000 arbetare, vilket gjorde mat- och dryckesindustrin till den största arbetsgivaren i tillverkningsindustrin. Det finns cirka 570 stora företag i Brasilien, som koncentrerar en bra del av den totala industrins inkomst. São Paulo skapade företag som: Yoki,  Vigor, Minerva Foods, Bauducco, Santa Helena, Marilan, Ceratti, Fugini, Chocolates Pan, Embaré, bland andra.

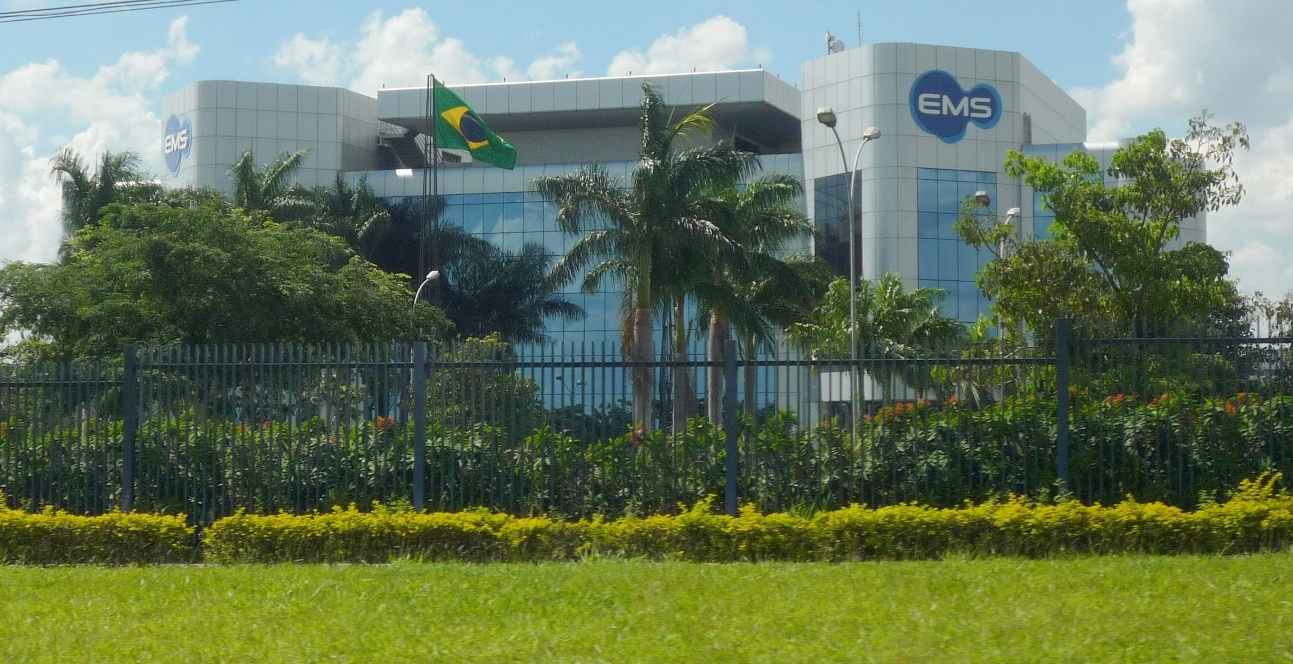
EMS huvudkontor i Hortolândia.

I Läkemedelsindustrin har de flesta företag i Brasilien etablerats i São Paulo och Rio de Janeiro under lång tid. År 2019 var situationen att på grund av de skattemässiga fördelarna som erbjuds i stater som Pernambuco, Goiás och Minas Gerais, lämnade företag RJ och SP och gick till dessa stater. Under 2017 ansågs Brasilien till den sjätte största läkemedelsmarknaden i världen. Läkemedelsförsäljningen i apotek nådde runt R $ 57 miljarder (17,79 miljarder USD) i landet. Läkemedelsmarknaden i Brasilien hade 241 reglerade och auktoriserade laboratorier för försäljning av läkemedel. Av dessa har majoriteten (60%) nationellt kapital. Multinationella företag hade cirka 52,44% av marknaden, med 34,75% i kommersialiserade förpackningar. Brasilianska laboratorier representerar 47,56% av marknaden för försäljning och 65,25% i sålda lådor. I distributionen av läkemedelsförsäljning per stat rankade São Paulo först: São Paulos läkemedelsindustri omsatte 53,3 miljarder dollar, 76,8% av den totala försäljningen över hela landet. De företag som gynnade mest av försäljningen av läkemedel i landet 2015 var EMS, Hypermarcas (NeoQuímica), Sanofi (Medley), Novartis, Aché, Eurofarma, Takeda, Bayer, Pfizer och GSK.

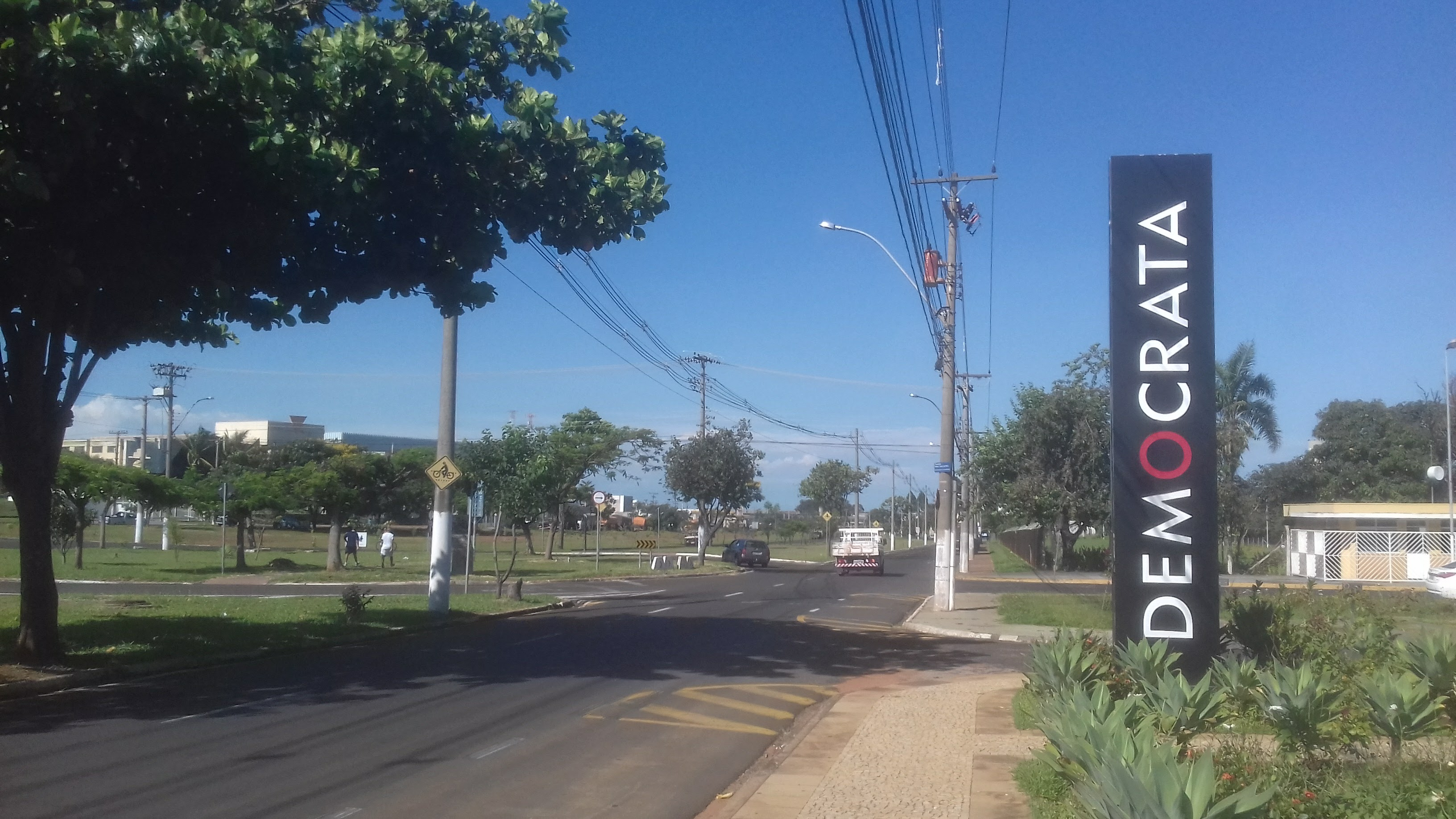
Portico från Democrata herrskofabriken i Franca.

Inom skorindustrin producerade Brasilien 2019 972 miljoner par. Exporten var cirka 10% och nådde nästan 125 miljoner par. Brasilien rankas som fjärde bland världens producenter, bakom Kina, Indien och Vietnam, och 11:e bland de största exportörerna. Av de producerade paren var 49% tillverkad av plast eller gummi, 28,8% tillverkade av syntetiskt laminat och endast 17,7% var tillverkade av läder. Den största polon i Brasilien är belägen i Rio Grande do Sul, men São Paulo har viktiga skocentra, såsom den i staden Franca, specialiserad på herrskor, i staden Jaú, specialiserat sig på damskor och i staden Birigui, specialiserad på barnskor. Jaú, Franca och Birigui representerar 92% av skodonproduktionen i delstaten São Paulo. Birigui har 350 företag som genererar cirka 13 tusen jobb och producerar 45,9 miljoner par per år. 52% av barnskor i landet produceras i denna stad. Från Birigui kom majoriteten av de mest berömda barnskonfabrikerna i landet. Jaú har 150 fabriker som producerar cirka 130 tusen par billiga damskor per dag. Skotsektorn i Franca har cirka 550 företag och har cirka 20 000 anställda. De flesta av landets mest kända fabriker för herrskor kommer från São Paulo. Sammantaget har dock den brasilianska industrin kämpat med att tävla med kinesiska skor, som har ett oslagbart pris på grund av skillnaden i skatteuppbörd från ett land till ett annat, utöver frånvaron av starka brasilianska arbetskatter i Kina. och den brasilianska affärsmannen har varit tvungen att investera i mervärdeprodukter som kombinerar kvalitet och design för att överleva.
I textilindustrin har Brasilien, trots att de var bland de 5 största tillverkarna i världen 2013, och varit representativt för konsumtionen av textilier och kläder, mycket liten insättning i världshandeln. 2015 rankade den brasilianska importen den 25:e plats (5,5 miljarder US $). Och i exporten var det bara 40:e i världsrankningen. Brasiliens andel av världshandeln med textil- och klädhandel är bara 0,3% på grund av svårigheten att konkurrera i pris med producenter från Indien och främst från Kina. Produktionens bruttovärde, inklusive konsumtion av mellanprodukter och tjänster, för den brasilianska textilindustrin motsvarade nästan 40 miljarder dollar 2015, 1,6% av bruttovärdet för industriell produktion i Brasilien. São Paulo (37,4%) är den största producenten. De viktigaste produktiva områdena i São Paulo är storstadsregionen São Paulo och Campinas.

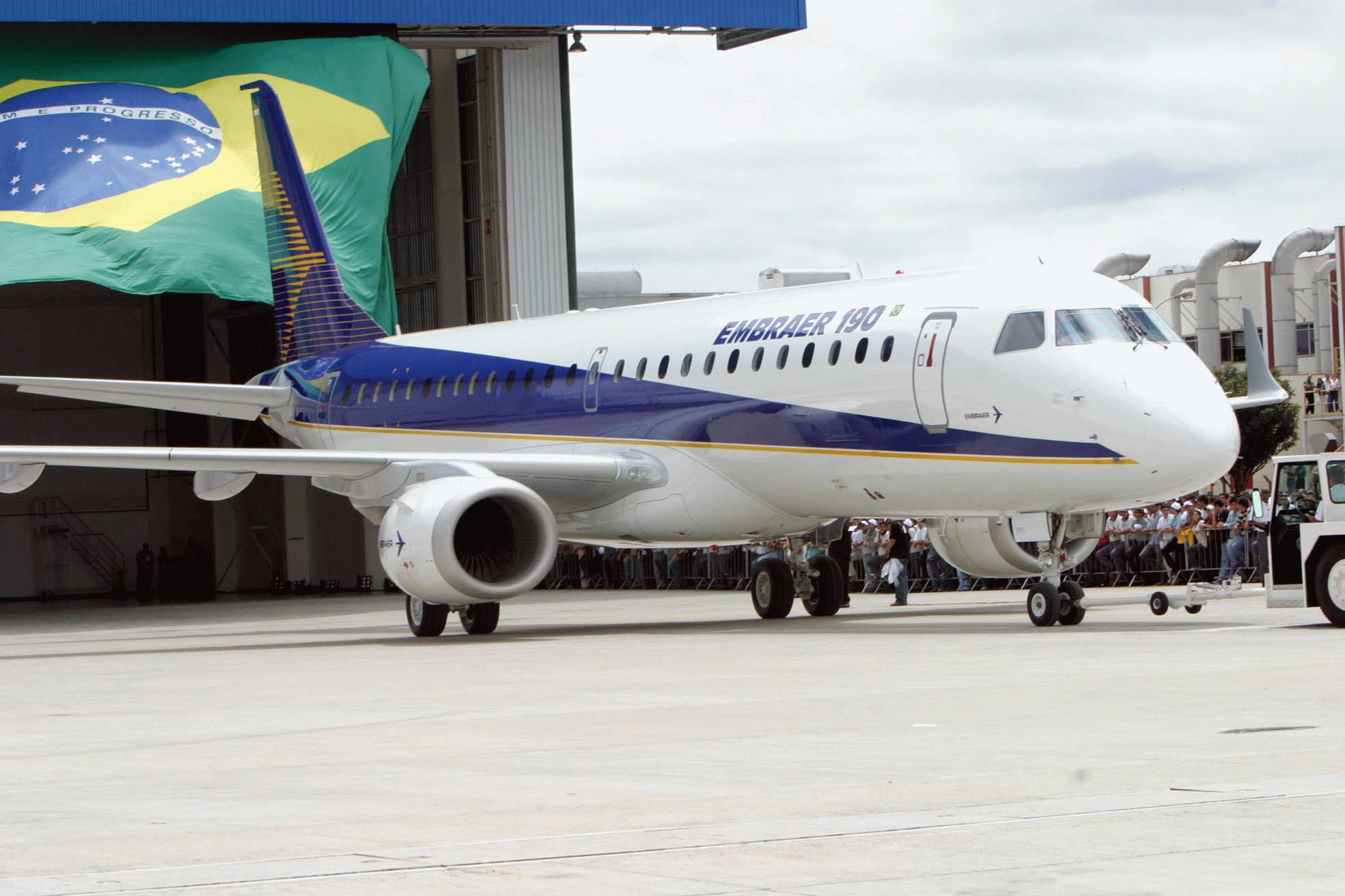
Embraer 190, utvecklad av Embraer i São José dos Campos.

I Elektronikbranschen nådde fakturering av branscher i Brasilien 153,0 miljarder dollar 2019, cirka 3% av den nationella BNP. Antalet anställda i sektorn uppgick till 234,5 tusen personer. Exporten uppgick till 5,6 miljarder dollar och landets import till 32,0 miljarder dollar. Brasilien, trots årtionden-lång försök att bli av med beroende av teknikimport, har ännu inte nått denna nivå. Importen är koncentrerad till dyra komponenter som processorer, mikrokontroller, minnen, magnetiska skivor, lasrar, lysdioder och LCD monterade nedan. Kablarna för telekommunikation och elfördelning, kablar, optiska fibrer och anslutningar tillverkas i landet. Brasilien har två stora centra för produktion av elektroniska produkter, belägna i storstadsregionen Campinas, i delstaten São Paulo och i frihandelsområdet Manaus i delstaten Amazonas. Det finns stora, internationellt kända teknikföretag samt en del av de industrier som deltar i dess leveranskedja. Landet har också andra mindre centra, såsom kommunerna São José dos Campos och São Carlos, i delstaten São Paulo. I Campinas finns industriella enheter av grupper som General Electric, Samsung,  HP och Foxconn, en tillverkare av Apple och Dell -produkter. São José dos Campos, fokuserar på flygindustrin. Det är här som Embraer huvudkontor ligger, ett brasilianskt företag som är den tredje största flygplanstillverkaren i världen efter Boeing och Airbus. Vid tillverkning av mobiltelefoner och andra elektroniska produkter producerar Samsung i Campinas; LG producerar i Taubaté; Flextronics, som producerar Motorola mobiltelefoner, producerar i Jaguariúna; och  Semp-TCL producerar i Cajamar.

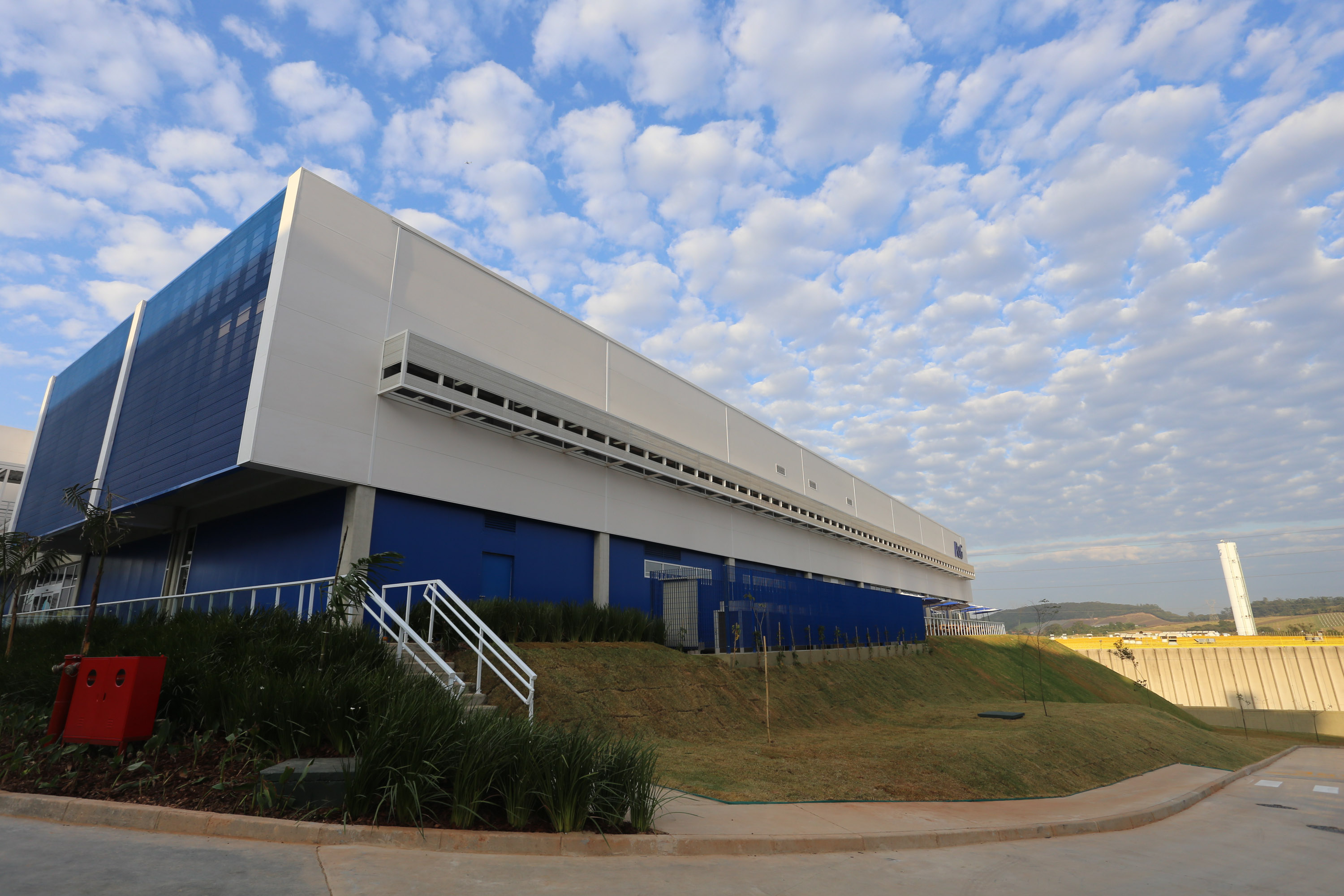
Procter & Gamble-fabriken i Louveira.

Inom hushållsapparater industrin var försäljningen 12,9 miljoner enheter under 2017. Sektorn hade sin topp i försäljningen 2012, med 18,9 miljoner enheter. De märken som sålde mest var Brastemp, Electrolux, Consul och Philips. Brastemp kommer ursprungligen från São Bernardo do Campo. São Paulo var också platsen där Metalfrio grundades.
Flera kända multinationella företag har fabriker i São Paulo, som Coca-Cola, Nestlé, Pepsico, Ambev, Procter & Gamble och Unilever.